# Phare de Cabo Orange
Le phare de Cabo Orange (en portugais : Farol do Cabo Orange) est phare situé sur le Cap Orange (état de Amapá - Brésil).
Ce phare est la propriété de la Marine brésilienne  et il est géré par le Centro de Sinalização Náutica e Reparos Almirante Moraes Rego (CAMR) au sein de la Direction de l'Hydrographie et de la Navigation (DHN).

## Description
Ce phare moderne, construit en 1997, est le phare le plus au nord du Brésil. Il est érigé, en bout du Cap Orange, à l'embouchure du fleuve Oyapock qui marque la frontière entre le Brésil et la Guyane française.
C'est une tour en poutrelles métalliques, à base carrée, de 48 m de haut. Sa lanterne émet, à une hauteur focale de 50 m au-dessus du niveau de l'eau, deux éclats blancs toutes les 15 secondes. Il n'est accessible qu'en bateau.
Il se trouve dans le Parc national du Cabo Orange créé en 1980 .
Identifiant : ARLHS : BRA277 ; BR0001 - Amirauté : G0000.5 - NGA : 17458 .